# The Plumber (film, 1911)
Pour les articles homonymes, voir The Plumber.
Pour plus de détails, voir Fiche technique et Distribution.
The Plumber est un film muet américain réalisé par Colin Campbell et sorti en 1911.

## Fiche technique
- Titre : The Plumber
- Réalisation : Colin Campbell
- Scénario : Colin Campbell
- Producteur : William Selig
- Société de production : Selig Polyscope Company
- Format : Noir et blanc — 35 mm — 1.33:1 — Muet
- Date de sortie : 
  - États-Unis : 8 décembre 1911

## Distribution
- Frank Weed
- George L. Cox
- William Stowell
- Winifred Greenwood
- Lillian Leighton